# محول طاقة كفء
محول الطاقة الكفء يتم استخدامه لتقليل فقدان الطاقة أثناء النقل وتوزيع الكهرباء.
في محطات توزيع الطاقة الكهربية التقليدية، يتم فقدان الطاقة خلال المحول الكهربائي بحوالي (40% – 50%) من إجمالي الطاقة المنقولة والموزعة. مع تحسين خصائص الصلب الكهربائي (الصلب السليكوني)، فإن مفاقيد المحول عام 2010 يمكن أن تكون نصف المفاقيد لنفس المحول عام 1970. وبالمواد المغناطيسية الجديدة، أصبح من المحتمل أن نحقق كفاءة أعلى. من الأمثلة الحديثة للمحول الطاقة الكفء هو المحول المعدني الغير متبلور.